# 名古屋師管
名古屋師管（なごやしかん）は、東海地方を中心にして設けられた大日本帝国陸軍の管区で、師管の一つである。時期を離して二度設けられており、一度めは1873年から1885年の第6師管の別称、二度目は第3師管を継承して1940年から1945年に置かれたものである。
1873年設置の名古屋師管については、別項目にある第6師管#東海地方と長野県 (1873 - 1885)、歩兵第6連隊を参照されたい。
本項目では1940年設置のものについて解説する。この名古屋師管は、1945年2月まで中部軍管区、以後は東海軍管区に属した。防衛・動員などの管区業務を担当した部隊は、1943年まで留守第3師団、1943年から1944年まで第43師団、1944年にまた留守第3師団と変遷した。1945年4月に名古屋師管区に改称した。

## 愛知県・静岡県・岐阜県の一部
1888年の師団制採用から、師団と師管は同じ番号で対応するのが原則で、名古屋では第3師団が第3師管を管轄していた。しかし、内地の師団が出征して久しくなると、一部で50番台の師団をおいて師管を管理させるようになった。このとき第51師管などを作らず、全国一律に地名で師管を名付けることにした。1940年7月24日制定（26日公布、8月1日施行）の昭和15年軍令陸第20号で陸軍管区表が改定され、名古屋師管が置かれた。
発足時の範囲は、愛知県と静岡県の全域、そして岐阜県の一部である。岐阜県部分は、南部の美濃地方のうち西部を除く中・東部で、具体的には岐阜市・稲葉郡・本巣郡・山県郡・武儀郡・羽島郡・郡上郡・加茂郡・可児郡・土岐郡・恵那郡である。管内には4つの連隊区が置かれた。4つの連隊区は県境をまたがって設けられた。
- 名古屋師管（1940年8月1日から1941年10月30日まで）
  - 名古屋連隊区
  - 岐阜連隊区
  - 豊橋連隊区
  - 静岡連隊区

## 愛知県・静岡県・岐阜県
発足して間もない8月21日に制定（23日公布）された昭和15年軍令陸第23号で、師管の境界が変更になり、名古屋師管は愛知県・静岡県・岐阜県の3県の各全域を範囲とすることになった。この変更は翌1941年4月1日に施行になった。連隊区司令部の所在地は変わらなかったが、範囲は変更になり、岐阜・静岡の連隊区はそれぞれ所在地の県と一致し、愛知県を名古屋連隊区と豊橋連隊区で二分した。
1941年8月5日制定（7日公布）の軍令陸第20号による陸軍管区表改定で、豊橋連隊区を廃止して1県1連隊区になった。この改定は11月1日に施行された。
- 名古屋師管（1941年11月1日から1945年3月31日まで）
  - 名古屋連隊区
  - 岐阜連隊区
  - 静岡連隊区

## 留守師団と新師団
第3師団が中国に出征していたため、名古屋師管に改称する前から1943年まで、師管の防衛・徴兵事務などは留守第3師団が担ってきた。1943年5月14日の昭和18年軍令陸甲第45号で、名古屋に第43師団が新設され、これが師管を管轄することになった。
しかし、1944年4月7日の昭和19年軍令甲第39号により、第43師団は動員を命じられて管区業務から離れ、代わりにまた留守第3師団が臨時編成されて名古屋師管を引き継いだ。

## 東海軍管区に属し、師管区に転換
1945年1月22日制定（24日公布）の昭和20年軍令陸第1号で陸軍管区表が改定され、名古屋師管は2月11日から金沢師管とともに新設の東海軍管区に属することになった。
東海軍管区設置の直前、2月9日に制定（10日公布）された昭和20年軍令陸第2号で、留守師団に管区防衛・動員を委ねる方式を廃止し、師管区を常設の師管区部隊に任せる制度が導入されることになった。施行日は4月1日で、名古屋師管は名古屋師管区となり、留守第3師団が名古屋師管区部隊に転換した。